# Mateo Jasik
 (juin 2018).
Si vous disposez d'ouvrages ou d'articles de référence ou si vous connaissez des sites web de qualité traitant du thème abordé ici, merci de compléter l'article en donnant les références utiles à sa vérifiabilité et en les liant à la section « Notes et références ».
Mateo Jasik, né le 1er janvier 1979 à Wrocław, est un chanteur, rappeur et producteur de musique allemand, d'origine  polonaise.

## Biographie
Jasik grandit à Wroclaw en Pologne, jusqu'à l'âge de sept ans, puis déménage à Berlin-Ouest avec sa mère au milieu des années 1980. Après des études secondaires, divers stages et un séjour intérimaire aux États-Unis, il entre à l'International Business School de Berlin en 2001, qu'il quitte après trois semestres.

## Carrière professionnelle
En 2001, Jasik a créé une série de fêtes dans la capitale, qu'il a appelé Culcha Candela. Les contacts qu'il a noués à cette époque et son enthousiasme pour la musique ont conduit à la création d'un groupe reggae/dancehale/hip-hop au milieu de l'année 2002, qu'il a également appelé Culcha Candela. Outre Jasik, qui s'est d'abord produit sous le nom de scène Itchyban (ou Itchy), Johnny Strange et Lafrotino étaient parmi les membres fondateurs. En 2004 est apparu le premier album de Culcha Candela Union Verdadera, qui est entré dans les charts allemands au numéro 52. Depuis lors, Culcha Candela a sorti six albums studio, joué plus de 900 concerts et reçu plusieurs prix platine et or.
En plus de son travail de compositeur et de parolier pour le groupe allemand Culcha Candela, Jasik a fondé le projet "Itchino" avec DJ Chino (également avec Culcha Candela). Il travaille également avec son équipe "WIR" en tant que producteur et auteur-compositeur pour d'autres musiciens et écrit des chroniques avec Chino pour le magazine IN. Il a également prêté sa voix à Pedro l'oiseau dans le film Rio en 2011.
En 2011, Jasik est devenu membre du jury de Sing, si vous le pouvez sur RTL II connu d'un public plus large. Il a également été entraîneur invité avec les stars de la pop sur ProSieben et avec les héros de demain sur ORF. Le 5 janvier 2013, il est membre du jury aux côtés  du musicien allemand Dieter Bohlen, des jumeaux musiciens  allemand Tom et Bill Kaulitz et la chanteuse allemande Andrea Berg pour la dixième saison de l'émission musicale Deutschland sucht den Superstar sur RTL. Lorsqu'il a invité la  chanteuse Andrea Berg en tant que membre supplémentaire du jury à un programme sans consulter les autres membres du jury, Mateo et RTL ont critiqué à la fois dans le programme en direct actuel - un événement unique sur Deutschland sucht den den Superstar et dans divers médias. 
En mars 2014, il a été annoncé que Jasik a signé un contrat solo avec Warner Music. Son premier single Isso a été annoncé pour le printemps, l'album Unperfekt pour mai 2014. joi jpioihcshjenggnlkgEQt
Isso a été publié en Allemagne et en Autriche le 9 mai 2014. Le deuxième single de Jasik, Unperfekte, sert de bande sonore au film Doctorspiele, l'acteur allemand Max von der Groeben participe à la vidéo musicale d'accompagnement.

## Discographie

### Compositeur, parolier et chanteur pour le groupe Culcha Candela
- 2004 : Union Verdadera
- 2011 : Flätrate (sorti le 25 novembre 2011)
- 2015 : Candelistan (sortie le 28 août 2015)
- 2017 : Feel Erfolg (sorti le 25 août 2017)

### Solo

#### Albums studio
- 2014: Unperfekt

#### Singles
- 2011: Helluva Nite (Madcon feat. Maad*Moiselle & Itchy, version anglaise avec Ludacris)
- 2014: Isso
- 2014: Unperfekt

## Animation
- 2013 : Deutschland sucht den SuperStar  (10e saison) : Juge